# غوران تيتوس
غورَان تيتوس هو سباح سويدي، ولد في 7 يونيو 1967.

## وصلات خارجية
- غوران تيتوس على موقع الاتحاد الدولي للسباحة (الإنجليزية)
- غوران تيتوس على موقع اللجنة الأولمبية الدولية (الإنجليزية)
- غوران تيتوس على موقع أوليمبيديا (الإنجليزية)
- غوران تيتوس على موقع اللجنة الأولمبية السويدية (السويدية)